# Robin Rudholm
Robin Rudholm, född 14 juni 1979 i Borås, är en svensk racerförare. Rudholm har tävlat i Swedish Touring Car Championship, är trefaldig mästare i Porsche Carrera Cup Scandinavia och kör under säsongen 2012 för Flash Engineering i TTA – Elitserien i Racing. Han driver även reklambyrån R3 i Borås.

## Racingkarriär

### Formel Ford (1997-2001)
Efter en framgångsrik kartingkarriär inledde Rudholm sin racingkarriär inom formelbilsracing 1997. Detta gjorde han i formel Ford-mästerskapet Formula Ford 1600 Sweden, där han slutade sin första säsong på en total tredjeplats, då den senare Formel 1-testföraren Björn Wirdheim blev mästare. Det fanns även ett juniormästerskap i denna serie, som han blev tvåa i. Året efter körde han i både det nordiska och det skandinaviska mästerskapet, i vilka han slutade på fjärde plats totalt med Robert Dahlgren som mästare.
Rudholm flyttade tillbaka till det svenska mästerskapet 1999, men tävlade även i det nordiska. Han vann båda mästerskapen före Liselott Ericsson, med sex respektive fyra segrar.
Till säsongen 2000 lämnade Rudholm Sverige för att tävla i Storbritannien. Han kom på tionde plats under sin första säsong i Formula Ford Great Britain, samt slutade trea i Formula Ford Festival. Under det efterföljande året tog han tre pole positions, men ingen seger. Totalt blev Rudholm sjua och hade två svenskar framför sig. Mästaren Robert Dahlgren och Richard Göransson på fjärdeplats. Längre ned fanns Alexander Danielsson på artonde. I Formula Ford Festival gick Rudholm i mål som sexa, tre placeringar sämre än det föregående året.

### Kort vistelse i Formel Renault (2002)
Till säsongen 2002 bytte Rudholm från Formel Ford till Formel Renault. Han körde i Formula Renault 2000 UK och slutade tolva totalt. Rudholm hoppade även in i racet på Donington Park i Formula Renault 2000 Eurocup, där han gick i mål som 22:a. Under vintern tävlade han även i Formula 3 Britain Winter Series och efter två pallplatser av fyra möjliga blev han trea totalt.

### STCC och Porsche Carrera Cup Scandinavia (2003-2011)

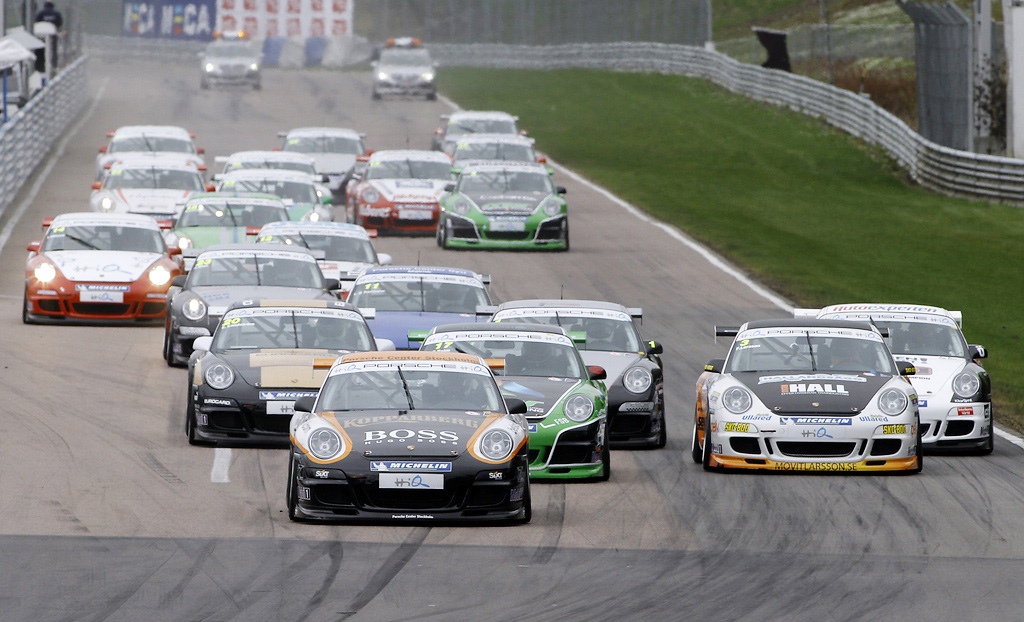
Robin Rudholm (längst fram) på Ring Knutstorp i Porsche Carrera Cup Scandinavia 2010.

Till år 2003 bytte Rudholm från formelbilsracing till standardvagnsracing och Swedish Touring Car Championship. Under sin första säsong körde han en SEAT León Cupra, innan han bytte till en SEAT Toledo Cupra inför tävlingarna på Falkenbergs Motorbana. När säsongen var slut låg han på en total fjortondeplats. Efter det lämnade han serien och tävlade under de kommande två åren i Porsche Carrera Cup Scandinavia.
Under sin första säsong i Porsche Carrera Cup Scandinavia gick det riktigt bra. Rudholm korades till mästare före Fredrik Ros och Nicklas Karlsson, efter fem segrar under säsongen. Han körde även det sista racet i det tyska mästerskapet på Hockenheimring. År 2005 hade Rudholm svårt att få ihop tillräckligt med pengar för att köra hel säsong, vilket innebar att han bara körde fyra race som gästförare i Scandinavia, varav tre pallplatser. Istället var han expertkommentator på ZTV:s STCC-sändningar.
Rudholm var tillbaka i Swedish Touring Car Championship säsongen 2006, den här gången för WestCoast Racing i en BMW 320i. Hans teamkamrat, nederländaren Duncan Huisman, blev trea totalt, medan Rudholm blev sjua med två pallplatser som bästa resultat. Han deltog även i European Touring Car Cup på Autódromo Fernanda Pires da Silva under hösten och slutade totalt fyra i Super 2000-klassen, efter de två racen.
Rudholms första seger i STCC kom säsongen 2007, i racet på Scandinavian Raceway. I övrigt hade han en andraplats från Ring Knutstorp och en tredjeplats på Karlskoga Motorstadion. Totalt slutade han på sjätteplats, medan hans nya teamkamrat, Fredrik Ekblom, blev mästare. Rudholm lyckades inte slå honom under 2008 heller. Ekblom blev tvåa totalt med två segrar, medan Rudholm inte tog någon, dock fyra pallplaceringar. I förarmästerskapet slutade han totalt fyra i sin BMW 320si från WestCoast Racing, bättre än det föregående året.
Säsongen 2009 blev Rudholms sista i WestCoast Racing och Swedish Touring Car Championship, men också den bästa. Han tog åtta pallplatser, varav två segrar, och slog sin nya teamkamrat, Richard Göransson, i mästerskapet. Han körde även ett race i VLN Langstreckenmeisterschaft, som han vann, och slutade 554:e plats totalt.
Till 2010 flyttade Rudholm tillbaka till Porsche Carrera Cup Scandinavia, den här gången till Xlander Racing. Under sin första säsong hade han en tuff kamp mot Fredrik Larsson i totalmästerskapet. Larsson var den som hade överlägset flest segrar (nio mot tre), men Rudholm var mycket jämnare, bröt inga race och kom aldrig sämre än fyra i mål. Det ledde till att han säkrade titeln i det allra sista racet och korades till mästare med tio poängs marginal. En liknande situation blev det 2011, där och Rudholm kom topp tre i samtliga av säsongens femton race. Totalt tog han sex segrar och vann mästerskapet före Johan Kristoffersson, som dock fortfarande hade chans på titeln inför den sista tävlingshelgen.

### TTA – Elitserien i Racing (2012-)

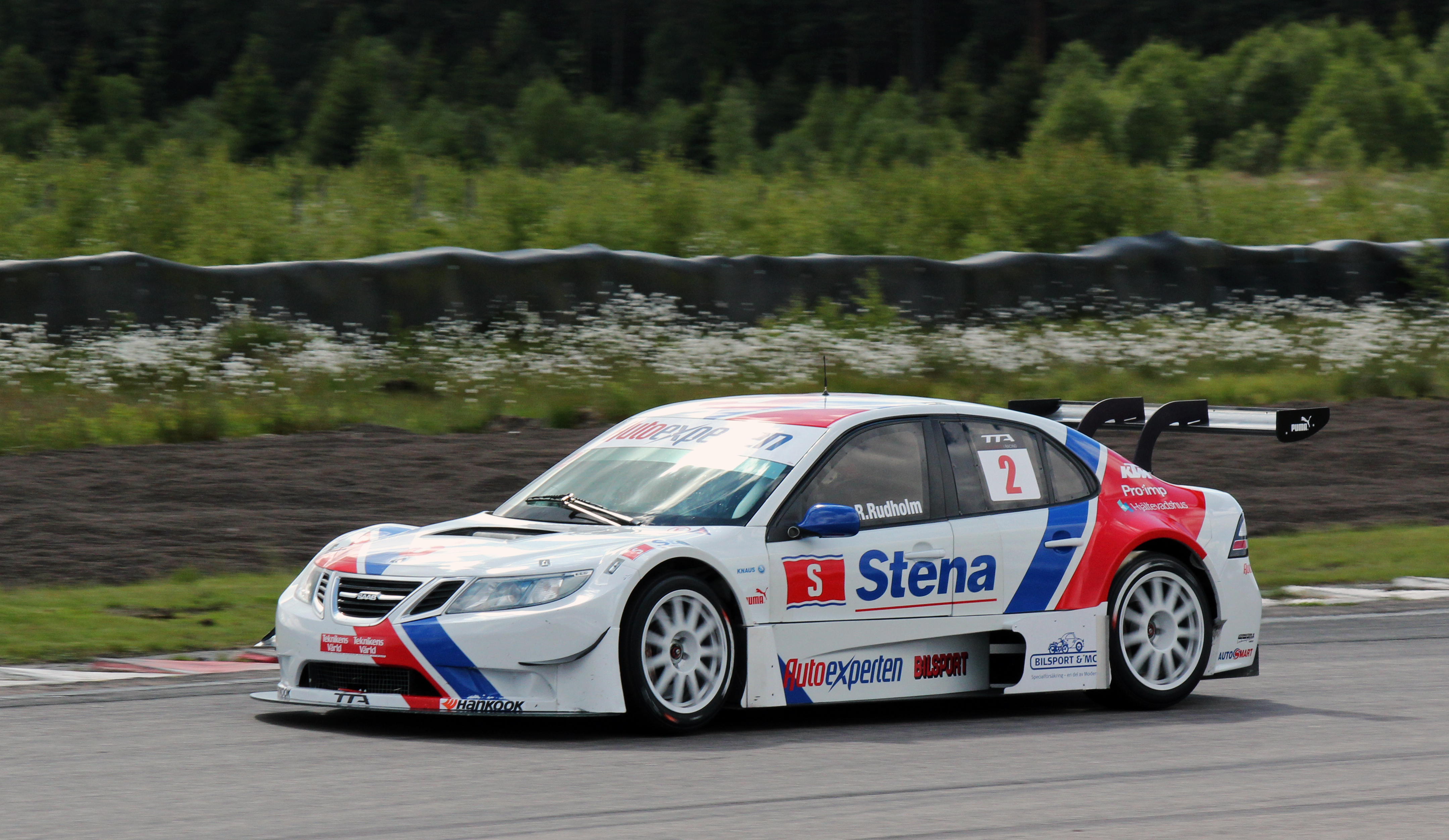
Robin Rudholm i TTA – Elitserien i Racing på Anderstorp Raceway 2012.

Till säsongen 2012 startades ett nytt standardvagnsmästerskap i Sverige, TTA – Elitserien i Racing, som en utbrytarserie från Scandinavian Touring Car Championship. Rudholm fick där chansen att tävla för Flash Engineering med Mattias Andersson som teamkamrat, då teamchefen Jan "Flash" Nilsson dragit sig ur och istället valt att fokusera på att driva teamet och mästerskapet, samt tävla i Swedish GT Series.

### Karriärstatistik
| År                                               | Klass/Mästerskap                       | Team                     | Bil                               | Totalt/poäng   | Bästa placering   |
| ------------------------------------------------ | -------------------------------------- | ------------------------ | --------------------------------- | -------------- | ----------------- |
| 1997                                             | Formula Ford 1600 Sweden               | ?                        | ?                                 | 3:a/?p         | ?                 |
| 1998                                             | Scandinavian Open Masters Formula Ford | ?                        | ?                                 | 4:a/219p       | 1:a på ?          |
| 1998                                             | Formula Ford 1600 Nordic Championship  | ?                        | ?                                 | 4:a/?p         | ?                 |
| 1999                                             | Formula Ford 1600 Nordic Championship  | Brorssons Racing         | Van Diemen RF92                   | 1:a/132p       | Fyra segrar       |
| 1999                                             | Formula Ford 1600 Sweden               | Brorssons Racing         | Van Diemen RF92                   | 1:a/250p       | Sex segrar        |
| 2000                                             | Formula Ford Great Britain             | Haywood Racing           | Mygale SJ00                       | 10:a/28p       | ?                 |
| 2000                                             | Formula Ford Festival                  | Alain Menu Motorsport    | ?                                 | 3:a            | 3:a               |
| 2001                                             | Formula Ford Great Britain             | Duckhams Van Diemen      | Van Diemen RF01                   | 7:a/182p       | ?                 |
| 2001                                             | Formula Ford Festival                  | Duckhams Van Diemen      | Van Diemen RF01                   | 6:a            | 6:a               |
| 2002                                             | Formula Renault 2000 UK                | Falcon Motorsport        | ?                                 | 12:a/112p      | ?                 |
| 2002                                             | Formula 3 Britain Winter Series        | Menu F3 Motorsport       | Dallara F302 (Opel)               | 3:a/37p        | ?                 |
| 2002                                             | Formula Renault 2000 Eurocup           | Fortec Motorsport        | ?                                 | -/0p           | 22:a på Donington |
| 2003                                             | Swedish Touring Car Championship       | Podium SEAT Sport Team   | SEAT León Cupra SEAT Toledo Cupra | 14:e/86p       | ?                 |
| 2004                                             | Porsche Carrera Cup Scandinavia        | Porsche Sverige          | Porsche 911 GT3RS                 | 1:a/178p       | Fem segrar        |
| 2004                                             | Porsche Carrera Cup Germany            | Podium MS Porsche Sweden | Porsche 911 GT3                   | -/0p           | ?                 |
| 2005                                             | Porsche Carrera Cup Scandinavia        | Porsche VIP              | Porsche 911 GT3RS                 | -/0p           | ?                 |
| 2006                                             | Swedish Touring Car Championship       | WestCoast Racing         | BMW 320i                          | 7:a/26p        | 2:a på Mantorp    |
| 2006                                             | European Touring Car Cup – Super 2000  | WestCoast Racing         | BMW 320i                          | 4:a/8p         | Två femteplatser  |
| 2007                                             | Swedish Touring Car Championship       | WestCoast Racing         | BMW 320si                         | 6:a/33p        | 1:a på Anderstorp |
| 2008                                             | Swedish Touring Car Championship       | WestCoast Racing         | BMW 320si                         | 4:a/48p        | Tre andraplatser  |
| 2009                                             | Swedish Touring Car Championship       | WestCoast Racing         | BMW 320si                         | 3:a/80p        | Två segrar        |
| 2009                                             | VLN Langstreckenmeisterschaft          | ?                        | BMW 320d                          | 554:a/9p       | 1:a på ?          |
| 2010                                             | Porsche Carrera Cup Scandinavia        | Xlander Racing           | Porsche 911 GT3 Cup 997           | 1:a/419p       | Tre segrar        |
| 2011                                             | Porsche Carrera Cup Scandinavia        | Xlander Racing           | Porsche 911 GT3 Cup 997           | 1:a/420p       | Sex segrar        |
| 2011                                             | Porsche Carrera World Cup              | Xlander Racing           | Porsche 911 GT3 Cup 997           | 30:e           | 30:e              |
| 2012                                             | TTA – Elitserien i Racing              | Flash Engineering        | Saab 9-3 TTA                      | säsongen pågår | säsongen pågår    |
| Senast uppdaterad: 2012-06-08 (4578 dagar sedan) |                                        |                          |                                   |                |                   |